# Dąbrowa (Bisztynek)
Dąbrowa (deutsch Damerau) ist ein Ort in der polnischen Woiwodschaft Ermland-Masuren. Er gehört zur Gmina Bisztynek (Stadt- und Landgemeinde Bischofstein) im Powiat Bartoszycki (Kreis Bartenstein).

## Geographische Lage
Dąbrowa liegt in der nördlichen Mitte der Woiwodschaft Ermland-Masuren, 14 Kilometer westlich der ehemaligen Kreisstadt Rößel (polnisch Reszel) bzw. 23 Kilometer südöstlich der heutigen Kreismetropole Bartoszyce (deutsch Bartenstein).

## Geschichte
Das weit gestreute Dorf Damerau wurde 1362 gegründet. Im Jahre 1785 wurde der Ort als königliches Bauerndorf mit 29 Feuerstellen, 1820 mit 26 Feuerstellen bei 150 Einwohnern erwähnt.
Im Jahre 1874 wurde Damerau ein Teil des neu gebildeten Amtsbezirks Klackendorf (polnisch Troszkowo) im ostpreußischen Kreis Rößel.
Im Jahre 1910 waren in Damerau 225 Einwohner registriert. Ihre Zahl belief sich 1933 auf 194 und 1939 auf 213.
Im Zusammenhang der Abtretung des gesamten südlichen Ostpreußen in Kriegsfolge 1945 an Polen erhielt Damerau die polnische Namensform „Dąbrowa“. Heute ist das Dorf eine Ortschaft im Verbund der Stadt- und Landgemeinde Bisztynek (Bischofstein) im Powiat Bartoszycki (Kreis Bartenstein), zwischen 1975 und 1998 der Woiwodschaft Olsztyn, seither der Woiwodschaft Ermland-Masuren zugehörig.

## Kirche
Bis 1945 war Damerau kirchlicherseits nach Bischofstein orientiert: zur dortigen evangelischen Kirche innerhalb der Kirchenprovinz Ostpreußen der Kirche der Altpreußischen Union und auch zur römisch-katholischen Kirche der Stadt im damaligen Bistum Ermland.
Heute besteht katholischerseits weiterhin die Verbindung von Dąbrowa nach Bisztynek, deren Pfarrei jetzt zum Erzbistum Ermland gehört. Die evangelischen Kirchenglieder sind der Kirche in Bartoszyce (Bartenstein) zugeordnet, einer Filialkirche der Johanneskirche in Kętrzyn (Rastenburg) in der Diözese Masuren der Evangelisch-Augsburgischen Kirche in Polen.

## Verkehr
Dąbrowa liegt an einer Nebenstraße, die von der Stadt Bisztynek parallel zur polnischen Landesstraße 57 (ehemalige deutsche Reichsstraße 128) nach Lutry (Lautern) führt. Außerdem bestehen Straßenverbindungen zu den Nachzbarorten Troszkowo (Klackendorf) und Unikowo (Glockstein). Eine Anbindung an den Bahnverkehr existiert nicht.